# Старший султан
Старший султан, или ага-султан (каз. Аға-сұлтан) — управляющий административно-территориальным округом в казахских степях в царский период, для замены ханской власти. Ага-султан избирался лишь султанами на три года для управления округом, и утверждался областным начальством. Все дела производил через окружной Приказ. Старший султан имел в суде только право председателя. Во время пребывания в должности за ним признавался чин майора по всей территории Российской империи. После избрания на должность три срока подряд имел право просить диплом на дворянское достоинство Российской Империй.

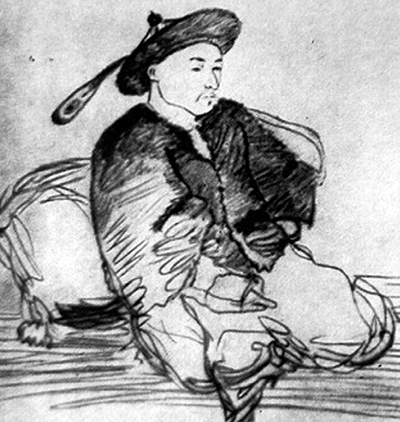
Правитель Албанов Тезек-Торе, прижизненный портрет, выполненный Чоканом Валихановым

## Появление
Должность появилась в связи с ликвидацией и института ханской власти Российским правительством. Первоначально Ага султаном назначались потомки торе и ханов, позже — способные выходцы из простого народа. Срок пребывания в должности — 3 года. Первыми Ага султанам стали: в Каркаралинском округе Турсын Чингисов, Кокшетауском — Губайдулла Валиханов. Эти должности занимали Чингис Валиханов (Кусмурын), Тезек-торе (Старший жуз), Ерден Сандыбаев (Атбасар), др. В основные обязанности ага султана входило обеспечение безопасности передвижения торговых караванов, сбор налогов, борьба с недовольными политикой царского правительства. Через 3 года выходцы из торе обретали дворянство, им присваивалось звание майора. В целях усиления влияния России на колониальные окраины Николай I провел реформу (1854), во время которой должность ага-султана была упразднена.

## Акмолинский внешний округ(1832—1898)
1. Конуркульджа Кудаймендин (1832—1842), (1845—1849)[1] торе
2. Абулхаир Карачев(1842-1845)торе
3. Арыстан Кудаймендин(1849-1852)торе
4. Ыбырай Жайықбаев 1852—1869[2] кулан-кыпшак

## Аманкарагайский округ(1834—1867/1868)
1. Жалбыр Абдоллаулы 1830—1834
2. Валиханов, Чингиз Уалиевич (1834 — 44)

## Атбасарский внешний округ
1. Ерден Сандыбаев 1862-1862
2. Көшек Жадаев 1862-? [3]

## Аягузский внешний округ
1. Сарт Ючин (Джучин)
2. Бексултан Агадаев
3. Барақ Солтыбайұлы 1861—1862
4. Қалдыбай Қопабайұлы 1865-1868[4]

## Баянаульский внешний округ(1826—1867/1868)
1. Шоң Едігеұлы (айдабол руынан, 1833 — 36)
2. Шорман Күшікұлы (қаржас, 1836 — 37),
3. Маман Абылаев (төре, 1837 — 38),
4. Бопы Тәтенұлы (төре, 1838 — 40),
5. Боштай Тұрсынбайұлы (айдабол, 1840 — 41),
6. Бердәлі Қазанғапұлы (бәсентиін, 1841 — 42),
7. Қазанғап Сатыбалдыұлы (бәсентиін, 1843 — 48),
8. Әли Көксалов (төре, 1848 — 51),
9. Ханқожа Тәтенұлы (төре, 1851 — 53),
10. Мұса Шорманұлы (қаржас, 1953-1968)[5]

## Каркаралинский внешний округ(1824—1868)
Ага султаны Каркаралинского внешнего округа:
| № | ФИО                | Годы правления | род     |
| - | ------------------ | -------------- | ------- |
| 1 | Турсын Шынгысов    | 1824-1845      | торе    |
| 2 | Кусбек Таукин      | 1845-1849      | торе    |
| 4 | Кунанбай Оскенбаев | 1849-1852      | тобыкты |
| 5 | Тулик Шынгысов     | 1852-1861      | торе    |
| 6 | Турсын Шынгысов    | 1861-1862      | торе    |
| 7 | Шалгынбай Биралин  | 1862-1868      | торе    |

В 1844—1845 гг пост занимал Туглик Турсынов

## Кокпектинский внешний округ
(1844 — 1868)
1. Қисық Тезеков (род Кенже — Мұрын)[9] 1844—1850[10]
2. Әлімхан Тлеубердин[10]

## Кокчетавский внешний округ
1. Губайдулла Валиханов 1824 торе
2. Зилгара Байтокаулы (1824 — 26) В течение 30 лет (1824—1854) он, чередуясь с Токтамыс-бием, являлся старшим султаном и осуществлял управление округом. Атыгай
3. Токтамыс-би 1826—1827/1828[11]
4. Абылай Габбасов 1829—1832 торе
5. Губайдулла Валиханов 1832—1838 торе
6. Зилгара Байтокаулы (1839/38 — 41) Атыгай
7. Абильхаир Габбасов 1841—1845 торе
8. Мандай Токтамыов 1845—1851
9. Кобен Маркабаев 1852—1853
10. Гафар (Абильгафар) Мандаев 1852—1854
11. Пирали Габбасов 1854 торе
12. Туралы Ғаббасов 1854-? торе
13. Қуспек Таукин ?-1863
14. Валиханов, Чингиз Уалиевич (1857/60 — 66/68)[12] торе
15. Муса Жылгарин 1866—1868[11] Атыгай

## Кусмурынский внешний округ
1. Валиханов, Чингиз Уалиевич (1834 — 53)
2. Есенай Естемесов 1853-1859